# Боннэр, Жан Жерар
Жан Жерар Боннэр (11 декабря 1769, Пруве — 16 ноября 1816, Париж) — французский военачальник, бригадный генерал, одна из жертв Белого террора.
В 1792 году юношей вступил добровольцем в революционную армию. Сражался против роялистов в Вандее, а также на Пиренеях и в Италии. Продвинулся до офицера гренадер, затем стал штабным офицером, что в те времена предполагала передачу приказов непосредственно от генерала к генералу на поле боя. Ранен в битве при Аустерлице. В 1807 году возглавил пехотный батальон. В 1811 году, за военные действия в Испании, пожалован в бароны Империи, титул, который имели не все бригадные генералы. В том же году произведён в полковники, а уже через два года — в бригадные генералы.
Во время Ста дней Боннэр поддержал Наполеона и был назначен комендантом крепости Конде. После поражения Наполеона при Ватерлоо отказался открыть наступающим голландским войскам ворота крепости. После этого в крепости появляется голландец полковник Гордон, не вполне ясно, как парламентёр или как лазутчик, с прокламациями от предателя генерала Бурмона.
Лейтенант Митон (Miéton), офицер для поручений при Боннэре, убивает полковника Гордона. Всё это вызывает раздражение вторично восстановленных на троне Бурбонов. Лейтенанта Митона казнят 30 июня 1816 года по приговору суда. Генерала Боннэра суд счёл причастным к убийству парламентёра, он был лишен наград и заключён в тюрьму, где вскоре умер.
Имя генерала Боннэра написано на Триумфальной арке в Париже среди имён героев Наполеоновских войн.